# Глазков, Анатолий Александрович
Анатолий Александрович Глазков (1930—2002) — российский учёный в области электрофизических установок, доктор физико-математических наук, профессор МИФИ.
Родился 16 июля 1930 в Баку.
Окончил МИФИ (1955) и его аспирантуру (1958), работал там же: научный сотрудник, доцент, профессор кафедры электрофизических установок.
Ученик О. А. Вальднера.
Диссертации:
- Высшие гармоники волны ТМ в диафрагмированном волноводе линейного электронного ускорителя : диссертация … кандидата технических наук : 05.00.00. — Москва, 1958. — 160 с. : ил.
- Исследование сепарации частиц сверхвысоких энергий в волноводных системах : диссертация … доктора физико-математических наук : 01.00.00. — Москва, 1970. — 371 с. : ил.

Один из основателей Российского вакуумного общества (1992) и журнала «Вакуумная техника и технология» (1991).
Сочинения:
- Учебная лаборатория вакуумной техники [Текст] : (Теория и практикум) : [Для втузов] / А. А. Глазков, Р. А. Милованова. — Москва : Атомиздат, 1971. — 278 с. : ил.; 21 см. Тираж 7300 экз.
- Вакуумные системы электрофизических установок [Текст] / А. А. Глазков, И. Ф. Малышев, Г. Л. Саксаганский. — Москва : Атомиздат, 1975. — 192 с. : ил.; 20 см.
- Вакуум электрофизических установок и комплексов [Текст] / А. А. Глазков, Г. Л. Саксаганский. — Москва : Энергоатомиздат, 1985. — 185 с. : ил.; 21 см.
- Физические эффекты новых ускорительных технологий [Текст] : [учебное пособие] / А. А. Глазков. — Москва : МИФИ, 1983. — 54 с. : ил.; 20 см.
- Промышленные ускорители и их применение в электронике и химии : [Учеб. пособие] / А. А. Глазков. — Москва : МИФИ, 1981. — 98 с. : ил.; 20 см.